# Хонканен, Мария
Мария Хонканен (фин. Maria Honkanen, родилась 8 января 1982 в Лаппеэнранте) — финская рок-исполнительница, клавишница пауэр-метал-группы Battlelore (в составе с 2000 года). Выступала ранее в Elderthrones вместе со своим братом Тимо Хонканеном, выпустив три демо песни. В составе Battlelore выступала исключительно под своим именем до 2009 года.

## Дискография

### Battlelore

#### Студийные альбомы
- 2002 - ...Where the Shadows Lie
- 2003 - Sword's Song
- 2005 - Third Age of the Sun
- 2007 - Evernight
- 2008 - The Last Alliance

#### Демоверсии
- 2000 - Dark Fantasy
- 2000 - Demo 2000